# ایرویید
ایرویید (به انگلیسی: Erowid) که همچنین با نام مرکز ایرویید (Erowid Center) نیز شناخته می‌شود، سازمانی آموزشی و غیرانتفاعی است که تمرکز بر ارائه اطلاعات و آموزش پیرامون موادمخدر و روان‌گردان و همچنین روش‌های تغییر آگاهی مثل مدیتیشن و رویابینی دارد.